# Муньос Сампедро, Матильда

Матильда Муньос Сампедро

Мати́льда Муньо́с Сампе́дро (исп. Matilde Muñoz Sampedro; 2 марта 1900, Мадрид — 14 апреля 1969, Мадрид) — испанская актриса

. Бабушка Мигеля, Карлоса, Моники и Хавьера Бардемов.

## Биография
Родилась в артистической семье. Её сестры Мерседес и Гуадалупе также стали актрисами. Дебютировала на театральной сцене в 8-летнем возрасте и сделала великолепную карьеру, основала собственную компанию после сотрудничества с Росарио Пино и Кармен Диас.
В 1944 году впервые появилась на киноэкранах в кинокомедии «Виноват был Адам» (Tuvo la culpa Adán). Почти всегда актрисе доставались роли энергичных женщин с сильным характером. В последующие десятилетия Матильда Муньос Сампедро работала с такими знаменитыми испанскими режиссёрами, как Леон Климовски, Рикардо Бласко и Агустин Наварро и прочно заняла место среди известных актрис второго плана испанского кинематографа, хотя и не добилась успехов, достигнутых сестрой Гуадалупе.
В 1918 году вышла замуж за актёра Рафаэля Бардема. Их дети Хуан Антонио Бардем и Пилар Бардем также посвятили себя кинематографу.

## Фильмография
- Tuvo la culpa Adán (1944)
- La luna vale un millón (1945)
- Esa pareja feliz (1951)
- Puebla de las mujeres (1952)
- Комики / Cómicos (1953)
- Señora Ama (1954)
- Смерть велосипедиста / Muerte de un ciclista (1955)
- Главная улица / Calle Mayor (1956)
- Последний куплет / El último cuplé (1957)
- La guerra empieza en Cuba (1957)
- Faustina (1957)
- Un ángel tuvo la culpa (1959)
- Canción de juventud (1962)
- La chica del gato (1964)
- Bohemios (1968)
- Эта женщина / Esa mujer (1969)